# 高槻市立第十中学校
高槻市立第十中学校（たかつきしりつ だいじゅうちゅうがっこう）は、大阪府高槻市竹の内町にある公立中学校。略称は十中、第十中、高槻十中など。

## 概要
高槻市南部の公団住宅・府営住宅や準工業地帯を校区としている。地域の生徒数増加に伴い、1972年に高槻市立第一中学校・高槻市立第六中学校の2校の校区の一部を分離再編して設置された。その後生徒数増加で学校規模が過密になったため、1980年に高槻市立冠中学校を分離した。

## 沿革
- 1972年4月1日 - 高槻市立第十中学校として現在地に開校。高槻市立第一中学校、高槻市立第六中学校より分離開校。
- 1976年4月9日 - 養護学級新設。
- 1980年4月1日 - 高槻市立冠中学校を分離。
- 1991年 - 高槻市教育委員会から、養護教育の研究校に指定される。
- 1996年 - 文部省から、スクールカウンセラー活用調査の研究校に指定される。
- 2000年12月 - 教育相談室を設置。

## 通学区域
- 高槻市立桜台小学校と高槻市立竹の内小学校の通学区域。

番田1-2丁目、大塚町4～5丁目、竹の内町、西大樋町、南大樋町、北大樋町、堤町、登町、下田部2丁目、辻子3丁目、西冠3丁目

## 交通
- 京阪バス 竹ノ内町バス停 北西へ約300m。
- 京阪バス 大塚バス停 南西へ約500m。
- 阪急京都線 高槻市駅 南へ約3.4km。
- 東海道本線（JR京都線） 高槻駅 南へ約4km。
- 京阪本線 枚方公園駅 北西へ約2.4km。

## 著名な出身者
- 大野裕之 - 脚本家・チャップリン研究家。「そこまで言って委員会NP」などでコメンテーター。